# Bärenstein (Thüringen)

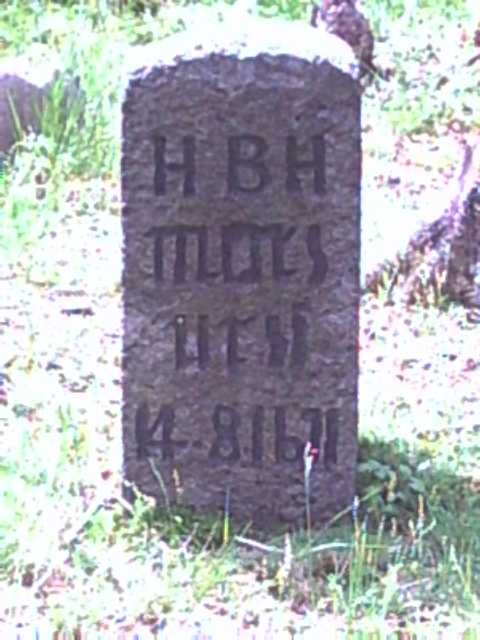
Der Bärenstein

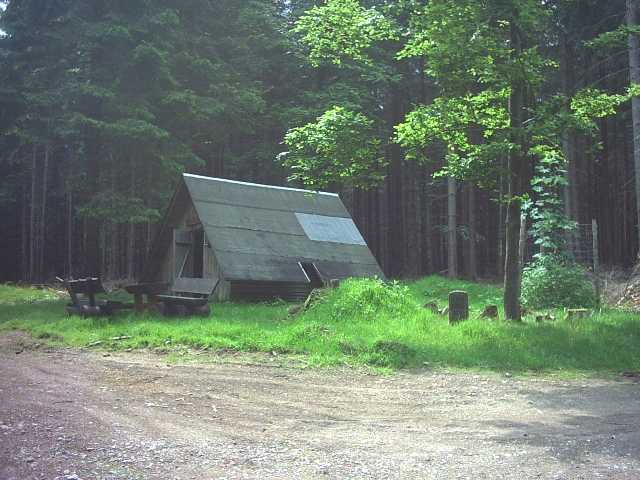
Bärensteinhütte und Bärenstein

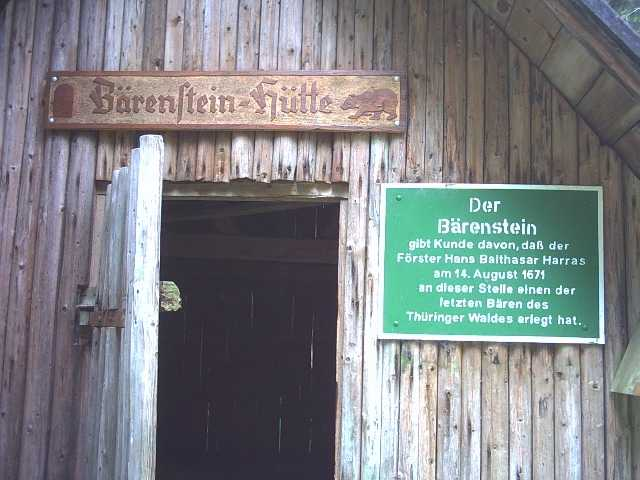
Bärensteinhütte mit Gedenktafel

Der Bärenstein ist ein Gedenkstein im Ilm-Kreis (Thüringen), der zwischen der Lütschetalsperre und Dörrberg, einem Ortsteil von Geratal, auf dem Waldsberg liegt und an den Abschuss des letzten Bären (siehe Braunbär) in Thüringen erinnern soll.
Er steht an der Stelle, wo am 14. August 1671 der Revierförster Hans Balthasar Harras den letzten Bären des Thüringer Waldes zur Strecke gebracht haben soll.
Der Gedenkstein befindet sich in der Nähe des Waldsbergs-Kopfes auf einer Höhe von 700 m.
An einer Schutzhütte, der sogenannten Bärenstein-Hütte, befindet sich eine Gedenktafel. Auf dieser Tafel wird an den Abschuss erinnert, wobei hier nur von einem der letzten Bären die Rede ist.